# Jarowoje
Jarowoje (russisch Яровое) ist eine Stadt der Region Altai im südlichen Westsibirien (Russland) mit 18.604 Einwohnern (Stand 14. Oktober 2010).

## Geografie
Die Stadt liegt am Nordufer des Salzsees Bolschoje Jarowoje (russisch Большое Яровое), etwa 400 Kilometer westlich der Regionshauptstadt Barnaul im Westteil der Kulundasteppe. Die nördliche Nachbarstadt Slawgorod ist nur 8 und die Grenze zu Kasachstan nur 15 Kilometer entfernt.
Die Stadt Jarowoje ist der Region administrativ direkt unterstellt.

## Geschichte
Der Ort wurde 1944 gegründet, als während des Zweiten Weltkriegs eine aus Krasnoperekopsk auf der Krim (heute Ukraine) evakuierte Brom-Chemiefabrik für die Produktion auf Grundlage der aus dem Bolschoje-Jarowoje-See gewonnenen Salze wieder errichtet wurde. Der Ort wurde nach dem See benannt (russisch jar etwa für hohes, steiles Ufer).
1966 wurde der Status einer Siedlung städtischen Typs verliehen, am 30. März 1993 erhielt Jarowoje die Stadtrechte.

### Bevölkerungsentwicklung
| Jahr | Einwohner |
| ---- | --------- |
| 1970 | 11.105    |
| 1979 | 15.156    |
| 1989 | 21.784    |
| 2002 | 21.363    |
| 2010 | 18.604    |

Anmerkung: Volkszählungsdaten

## Kultur und Sehenswürdigkeiten
Jarowoje besitzt ein Museum zur Stadtgeschichte.

## Wirtschaft und Infrastruktur
Neben den Altaichimprom-Chemiewerk gibt es Betriebe der Bauwirtschaft.
Durch das nahe gelegene Slawgorod führen die Eisenbahnstrecke Tatarskaja–Karassuk–Kulunda–Malinowoje Osero mit Güteranschlussstrecke zum Chemiewerk Jarowoje und die entlang der Bahnstrecke verlaufende Regionalstraße.

## Söhne und Töchter der Stadt
- Alexander Janzen (* 1985), Eishockeyspieler
- Sergei Janzen (* 1987), Eishockeyspieler
- Denis Makarov (* 1986), deutscher Boxer